# Kruplin-Piaski
Kruplin-Piaski (prononciation [ˈkruplin ˈpjaski]) est un village de la gmina de Nowa Brzeźnica, du powiat de Pajęczno, dans la voïvodie de Łódź, situé dans le centre de la Pologne.
Sa population s'élevait à 86 habitants en 2006.

## Administration
De 1975 à 1998, le village était attaché administrativement à l'ancienne voïvodie de Częstochowa.

Depuis 1999, il fait partie de la nouvelle voïvodie de Łódź.